# Flämingbuchen

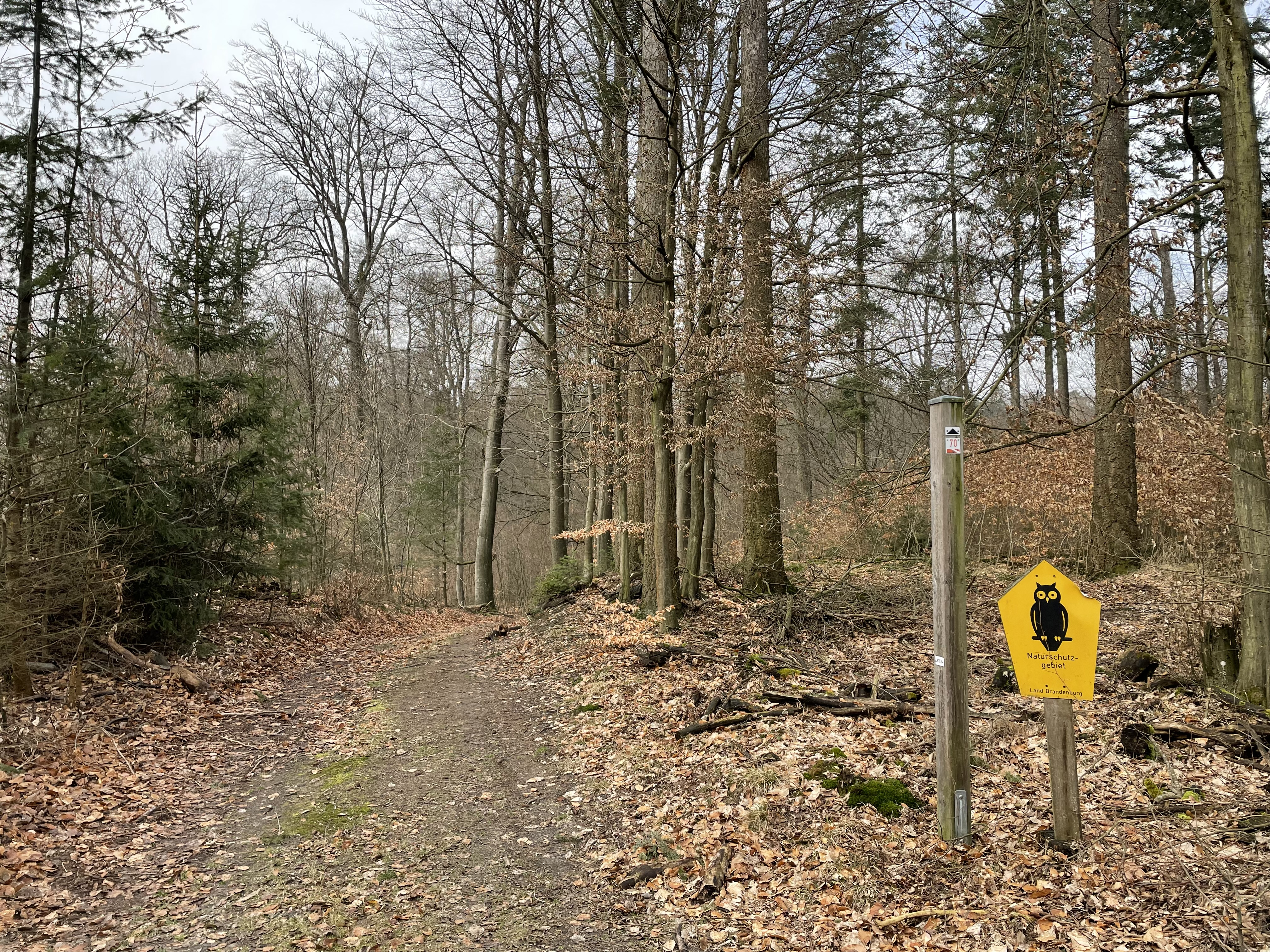
NSG Flämingbuchen

Das Naturschutzgebiet Flämingbuchen liegt im Fläming im Landkreis Potsdam-Mittelmark in Brandenburg.
Das aus zwei Teilgebieten bestehende, rund 60,5 ha große Naturschutzgebiet, in dem sich der 168 Meter hohe Frauenberg erhebt, erstreckt sich südwestlich von Jeserigerhütten, einem Ortsteil der Gemeinde Wiesenburg/Mark. Östlich des Gebietes verläuft die B 107 und südlich die Landesgrenze zu Sachsen-Anhalt, nördlich erstreckt sich das rund 25,2 ha große Naturschutzgebiet Spring.

## Bedeutung
Das Gebiet mit der Kenn-Nummer 1261 wurde mit Verordnung vom 19. Oktober 1972 unter Naturschutz gestellt. Geschützt werden drei Bereiche: die Restbestände eines Traubeneichen-Buchenwaldes, die Springer Rummel sowie einen Schwindbach. Dabei handelt es sich um den Seegraben, der bei Neuehütten entspringt, durch die Springer Rummel fließt und anschließend im Boden versickert.